# Mauricio Reggiardo
Mauricio Horacio Reggiardo (Bragado, 22 de febrero de 1970) es un ex–jugador argentino de rugby que se desempeñaba como pilar. Fue internacional con los Pumas de 1996 a 2005.

## Selección nacional
El kiwi Alex Wyllie lo convocó a los Pumas para enfrentar a la Rosa en junio de 1996.
En total jugó 50 partidos jugados y marcó 15 puntos, productos de tres tries.

### Participaciones en Copas del Mundo
Integró el plantel que participó en Gales 1999 y logró avanzar a la fase final por primera vez en la historia. Se retiró en Australia 2003 tras la derrota argentina contra el XV del Trébol.
| Mundial                       | Sede      | Resultado        | PJ | Tries |
| ----------------------------- | --------- | ---------------- | -- | ----- |
| Copa Mundial de Rugby de 1999 | Gales     | Cuartos de final | 5  | 0     |
| Copa Mundial de Rugby de 2003 | Australia | Fase de grupos   | 3  | 0     |

## Palmarés
- Campeón del Torneo Panamericano de 1998 y 2003.